# 번피
번피(樊皮)는 춘추 시대 주나라의 대부(大夫)이다. 번중 피(樊仲皮)라고도 하며, 번나라의 군주이다.

## 생애
기원전 665년, 번피가 주 혜왕에게 반기를 들었다.
기원전 664년 봄, 혜왕이 괵공(虢公)을 보내 번피를 토벌하였다. 그해 여름 4월 14일 병진일에 괵공이 번나라로 공격해 들어갔고, 번피를 체포하여 경사(京師)로 돌아갔다.